# Măru, Gorj
Măru este un sat în comuna Logrești din județul Gorj, Oltenia, România.
Satul Măru, numit și Tereujani, este situat la poalele Dealului Muierii. Trecând Dealul Muierii ajungi în comuna Grădiștea din județul Vâlcea.
Este situat într-o zonă deluroasă cu peisaje foarte frumoase. Locuitorii se ocupă cu agricultura și creșterea animalelor, cultura viței de vie și a pomilor fructiferi. Familii de vază în sat: Stăicuț, Vochița, Tereujanu.
 Acest articol despre o localitate din județul Gorj este deocamdată un ciot. Puteți ajuta Wikipedia prin completarea lui.